# Torrijos, Marinduque

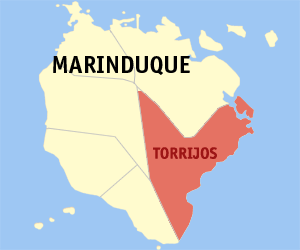
Bản đồ Marinduque với vị trí của Torrijos

Torrijos là một đô thị hạng 4 ở tỉnh Marinduque, Philippines. Theo điều tra dân số năm 2000 của Philipin, đô thị này có dân số 28.000 người trong 5.641 hộ.

## Các đơn vị hành chính
Torrijos được chia ra 25 barangay.
| - Bangwayin - Bayakbakin - Bolo - Bonliw - Buangan - Cabuyo - Cagpo - Dampulan - Kay Duke - Mabuhay - Makawayan - Malibago - Malinao | - Maranlig - Marlangga - Matuyatuya - Nangka - Pakaskasan - Payanas - Poblacion - Poctoy - Sibuyao - Suha - Talawan - Tigwi |